# Steve Jablonsky
Steve Jablonsky, född 9 oktober 1970, är en amerikansk kompositör av musik för film, tv och datorspel. Han gjorde soundtracken till filmerna The Texas Chainsaw Massacre (2003), Steamboy (2004), The Island (2005), Transformers (2007), D-War (2007) , Transformers: Revenge of the Fallen (2009) och Your Highness (2011). Han var även delaktig i musiken till filmen Team America: World Police (2004) tillsammans med många andra. Han hjälpte även till med musiken på några av låtarna till Metal Gear Solid 2: Sons of Liberty, och komponerade huvudlåten till BBCs Seven Wonders of the Industrial World 2003. Han har sedan fjärde avsnittet av TV-serien Desperate Housewives skrivit musiken (2004 - nu). Hans låt "Trailblazing" var öppningslåt för WrestleMania X8 och WrestleMania XIX.
Jablonsky skrev även musiken till Command & Conquer 3: Tiberium Wars och tog över efter den tidigare Command & Conquer-kompositören Frank Klepacki, som inte kunde skriva spelets soundtrack på grund av sitt arbete med Universe at War: Earth Assault.
Han arbetar i Hans Zimmers studio Remote Control Productions.

## Diskografi

### Filmsoundtrack
| År   | Titel                                      | Priser/Nomineringar  | Noteringar                          |
| ---- | ------------------------------------------ | -------------------- | ----------------------------------- |
| 2003 | The Texas Chainsaw Massacre                | BMI Film Music Award |                                     |
| 2004 | Steamboy                                   |                      |                                     |
| 2005 | The Island                                 |                      | Regisserad av Michael Bay           |
| 2006 | The Texas Chainsaw Massacre: The Beginning |                      |                                     |
| 2007 | Transformers                               | BMI Film Music Award | Filmmusik producerad av Hans Zimmer |
| 2007 | D-War                                      |                      |                                     |
| 2007 | The Hitcher                                |                      |                                     |
| 2009 | Friday the 13th                            |                      | Producerad av Michael Bay           |
| 2009 | Transformers: Revenge of the Fallen        |                      | Filmmusik producerad av Hans Zimmer |
| 2011 | Your Highness                              |                      |                                     |
| 2016 | Keanu                                      |                      | Med Nathan Whitehead                |
| 2016 | Deepwater Horizon                          |                      |                                     |
| 2017 | Transformers: The Last Knight              |                      |                                     |
| 2018 | Skyscraper                                 |                      |                                     |
| 2020 | Bloodshot                                  |                      |                                     |
| 2021 | Red Notice                                 |                      |                                     |
| 2022 | DC League of Super-Pets                    |                      |                                     |

### Datorspelssoundtrack
- Command & Conquer 3: Tiberium Wars (2007)
- Command & Conquer 3: Kane's Wrath (2008)
- Gears of War 2 (2008)
- The Sims 3 (2009)